# Mario Sequi
Mario Sequi (Cagliari, 30 giugno 1913 – Roma, 1992) è stato un regista e sceneggiatore italiano.

## Biografia
Fu inizialmente attore in teatro, ricoprendo successivamente anche l'attività di aiuto regista ed organizzatore di spettacoli; trasferitosi a Roma iniziò a collaborare con le produzioni cinematografiche come soggettista e sceneggiatore.
La sua prima regia fu nel 1948, con il film L'isola di Montecristo: Sequi proseguì in tale attività sino al 1974, con la realizzazione di 11 pellicole di tematica tra l'avventura in costume e il melodramma strappalacrime.
Sposò l'attrice Lya Franca.

## Filmografia

### Regista e sceneggiatore
- Monastero di Santa Chiara (1949)
- Altura (1950)
- Cronaca di un delitto (1951)
- Incantesimo tragico (Oliva) (1951)
- Le tigri di Mompracem (1970)
- La verginella (1975)

### Regista
- L'isola di Montecristo (1948)
- Gioventù di notte (1961)
- Gli uomini dal passo pesante (1965)
- Il cobra (1967)
- Fratello homo sorella bona - Nel Boccaccio superproibito (1972)
- Il baco da seta (1974)

### Sceneggiatore
- O sole mio, regia di Giacomo Gentilomo (1945)